# اوها
اوها یک روستا در دهستان سارما، شهرستان سازره واقع در غرب کشور استونی است.
قبل از اصلاحات اداری در سال ۲۰۱۷، این روستا جز منطقه Lääne-Saare بود.